# Алейская волость
Але́йская во́лость  — историческая административно-территориальная единица в составе сначала Барнаульского уезда, затем (с 1894 по 1921) — Змеиногорского уезда Томской губернии (с 1917 – Алтайской губернии).
Административный центр — село Староалейское.

## История
Русские селения на реке Алей стали появиляться в связи с развитием инфраструктуры Алтайских императорских горных заводов, в XVIII веке. В XIX веке данная территория относилась к Бийскому уезду/округу Томской губернии. При этом в литературе встречалось упоминание волости в 1860-е гг. как относящейся к Барнаульскому уезду Томской губернии. Территория волости постоянно изменялась, в её состав входили и выходили (по решениям волостных крестьянских сходов) окрестные деревни и сёла. При этом резидентного населения в волости должно было оставаться от пяти до двадцати тысяч человек. Так в период с середины XIX века и до 1913 года в составе волости находилось приозёрное село Саввушка.
При создании в 1894 году из части западных волостей Бийского уезда и части волостей юга Барнаульского уезда нового, Змеиногорского уезда, волость находилась в составе уже этого уезда.
В 1913 году из части разросшихся селений Алейской волости и части селений соседних волостей была образована новая, Шипуновская волость (с сохранением также и Алейской волости).
При создании летом 1917 новой отдельной Алтайской губернии (преимущественно на территориях Барнаульского, Бийского и Змеиногорского уездов), и с переформированием (в том числе с созданием новых) структур уездов, Алейская волость вошла в состав Барнаульского уезда Алтайской губернии.
При преобразовании в 1921 году Змеиногорского уезда в Рубцовский уезд и перераспределением волостей, Алейская волость в 1921—1925 гг. относилась к Рубцовскому уезду Алтайской губернии.
В 1924—1925 гг. осуществлялась реформа районирования, заключавшаяся в упразднении прежней системы земств, волостей, уездов и губерний, с созданием системы первичных административно-территориальных единиц районов, формирующих новые советские края и области.
Постановлением заседания Сибревкома от 27 мая 1924 года был образован Алейский район с центром в с. Алейское, включивший в себя территории и селения нескольких прежних волостей прежнего Рубцовского уезда. 
С 1925 по 1930 территория именовалась как Алейский район Рубцовского округа Сибирского края.